# Барчук Павло Тимофійович
Павло Тимофійович Барчук (нар. 25 липня 1933, село Червоне, тепер Гайворонського району Кіровоградської області) — український радянський партійний діяч, 2-й секретар Івано-Франківського обкому КПУ. Депутат Верховної Ради УРСР 9—10-го скликань.

## Біографія
Освіта вища. Закінчив Київський інститут інженерів водного господарства.
У 1957—1963 роках — майстер-будівельник обласного будівельного тресту, старший інженер-будівельник управління машинобудування Станіславського раднаргоспу, начальник відділу капітального будівництва Івано-Франківського приладобудівного заводу.
Член КПРС з 1958 року.
У 1963—1965 роках — інструктор відділу будівництва і міського господарства Івано-Франківського обласного комітету КПУ. З 14 травня 1965 по 1968 рік — завідувач відділу будівництва і міського господарства Івано-Франківського обласного комітету КПУ.
У 1968 — 29 листопада 1973 року — секретар Івано-Франківського обласного комітету КПУ.
29 листопада 1973 — 8 червня 1983 року — 2-й секретар Івано-Франківського обласного комітету КПУ.
З 1983 року — заступник міністра лісової і деревообробної промисловості Української РСР.
Потім — на пенсії в місті Києві.

## Нагороди
- ордени
- медалі
- Грамота Президії Верховної Ради Української РСР (22.07.1983)